# Головне інтерв'ю
Головне інтерв'ю (азерб. Ən vacib müsahibə) — радянська кінодрама 1971 року, знята на кіностудії «Азербайджанфільм».

## Сюжет
Фільм розповідає про журналістику. У цьому сенсі духовність і совість журналіста повинні бути чистими. Герой зобов'язаний відповісти на поставлене запитання «У чому сенс життя і що я зробив для людей?». Головний герой фільму Заур працює радіожурналістом. Він шукає відповіді на поставлене запитання протягом усього фільму, але йому буде важко відповісти на питання через складність в житті.

## У ролях
- Гаджимурад Єгізаров — Заур
- Аріадна Шенгелая — Саїда
- Сіявуш Шафієв — Алтай
- Мухліс Джанізаде — вчитель Анвар
- Тофік Мірзаєв — іноземний співак
- Рза Тахмасіб — Джабраїль
- Костянтин Адамов — Абдулла Каримович
- Фуад Поладов — Баджиоглу
- Назім Агаєв — Салех
- Камал Худавердієв — Гасанов
- Абдул Махмудов — Фікрет
- Мамедрза Шейхзаманов — батько Заура
- Фірангіз Шаріфова — мати Заура
- Раміз Меліков — кореспондент
- Мірзабаба Меліков — Джафар
- Земфіра Ісмаїлова — нафтовик
- Бахадур Алієв — Бахадур

## Знімальна група
- Сценарій: Максуд Ібрагімбеков
- Режисер: Ельдар Кулієв
- Оператор: Расім Оджагов
- Монтажер: Тахіра Бабаєва
- Художники: Каміль Наджафзаде, Фікрет Ахадов
- Композитор: Полад Бюль-Бюль огли
- Звукооператор: Алекпер Гасанзаде
- Редактор: Інтігам Гасимзаде
- Директор фільму: Римма Абдуллаєва